# José Vítor Jardim Vieira
José Vitor Jardim Vieira (Funchal, 11 de Fevereiro de 1982) é um futebolista português, que joga actualmente no St. Gallen, do Campeonato Suíço de Futebol.